# Ленточный волкозуб
Ленточный волкозуб (лат. Lycodon subcinctus) — вид змей семейства ужеобразных.
Общая длина достигает 100 см. Голова широкая, уплощённая. Туловище тонкое и стройное. Молодые особи имеют контрастный рисунок из широких ярко-белых полос на чёрном фоне. Кончик морды чёрный, а вся остальная область головы позади глаз белая. Типом окраски они напоминают ядовитых крайтов. С возрастом белые полосы постепенно исчезают, начиная с хвоста. У взрослых особей могут быть заметны лишь небольшие белые отметины у шеи.
Любит лесную местность, предпочитая занимать не слишком увлажнённые участки. Нередко встречается в нарушенных человеком биотопах. Всю жизнь проводит на земле. Активна ночью. Питается гекконами и сцинками.
Это яйцекладущая змея. Самка откладывает до 10 яиц.
Обитает на юге Китая, во Вьетнаме, Камбодже, Лаосе, Таиланде, Малайзии, Брунее, Индонезии и на Филиппинах.